# Bistum Copiapó

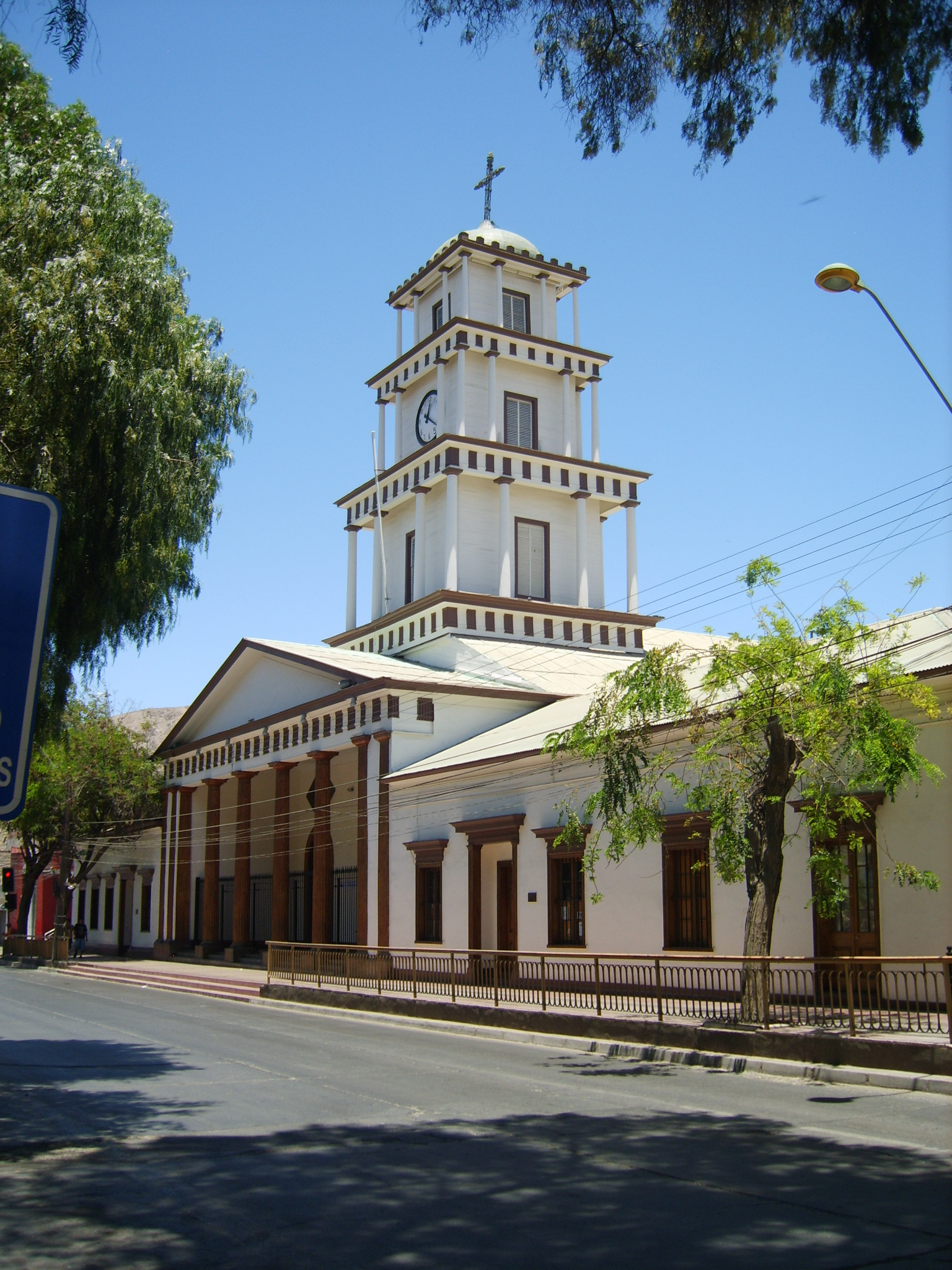
Kathedrale in Copiapó

Das Bistum Copiapó (lat.: Dioecesis Copiapoënsis, span.: Diócesis de Copiapó) ist eine in Chile gelegene Diözese der römisch-katholischen Kirche mit Sitz in Copiapó. 

## Geschichte
Das Bistum Copiapó wurde am 9. November 1946 durch Papst Pius XII. aus Gebietsabtretungen des Erzbistums La Serena als Apostolische Administratur Copiapó errichtet. Am 21. April 1955 wurde die Apostolische Administratur Copiapó durch Pius XII. mit der Apostolischen Konstitution Dum haud paucis zur Territorialprälatur erhoben.
Die Territorialprälatur Copiapó wurde am 31. Oktober 1957 durch Pius XII. mit der Apostolischen Konstitution Qui cotidie zum Bistum erhoben. Das Bistum Copiapó ist dem Erzbistum La Serena als Suffraganbistum unterstellt. 

## Ordinarien

### Apostolische Administratoren von Copiapó
- Alfredo Cifuentes Gómez, 1947–1948 (gleichzeitig Erzbischof von La Serena)
- Fernando Rodríguez Morandé, 1948–1954

### Prälaten von Copiapó
- Francisco de Borja Valenzuela Ríos, 1955–1957, dann Bischof von Antofagasta

### Bischöfe von Copiapó
- Juan Francisco Fresno Larraín, 1958–1967, dann Erzbischof von La Serena
- Carlos Camus, 1968–1976, dann Bischof von Linares
- Fernando Ariztía Ruiz, 1976–2001
- Gaspar Quintana Jorquera CMF, 2001–2014
- Celestino Aós Braco OFMCap, 2014–2019, dann Apostolischer Administrator von Santiago de Chile[3]
- Ricardo Basilio Morales Galindo seit 2020